# The Story of Jacob and Joseph
The Story of Jacob and Joseph ist eine Bibelverfilmung aus dem Jahr 1974, die das Leben der zwei letzten Patriarchen des Buches Genesis erzählt.

## Handlung
Jakob betrügt seinen Bruder Esau um das Recht der Erstgeburt und muss zu seinem Onkel Laban nach Haran fliehen. Hier begegnet er Rahel, Labans Tochter, in die er sich verliebt. Nach 14 langen Jahren, die Jakob für Laban arbeitet, bekommt er Rahel zur Frau. Er kehrt nach Kanaan zurück, wo er sich mit Esau aussöhnt.
Jakobs Sohn Joseph wird von seinen Brüdern gehasst, da Jakob ihnen den jüngsten Sohn vorzieht. Sie verkaufen ihn daraufhin an eine Karawane von Sklavenhändlern. In Ägypten gerät Joseph in den Besitz von Potifar, einem Obersten des Pharao. Dessen Frau begehrt Joseph. Als dieser sich ihr entzieht, bezichtigt sie ihn der Vergewaltigung. Im Gefängnis, in das Joseph geworfen wird, lernt er den Mundschenk und den Bäcker kennen. Mit der Hilfe des Mundschenks, dessen Traum er deuten kann, wird Joseph beim Pharao bekannt. Als dieser auch Träume hat, die Joseph deuten kann, wird der junge Hebräer zum Aufseher des ägyptischen Fürsten. Jahre später kommen auch Josephs Brüder nach Ägypten und söhnen sich mit ihrem Bruder aus.

## Hintergrund
Der Film, der an Schauplätzen in Israel und Ägypten gedreht wurde, zählt heute zu den weitgehend unbekannteren Adaptionen einer Bibelgeschichte.
Zum Teil vor Ort lebende Schauspieler sollten zur Authentizität beitragen. Die Musik komponierte Mikis Theodorakis.
Der Film ist in den USA seit dem 13. März 2001 auf DVD erhältlich.